# 阿爾布雷希特·豪斯費爾

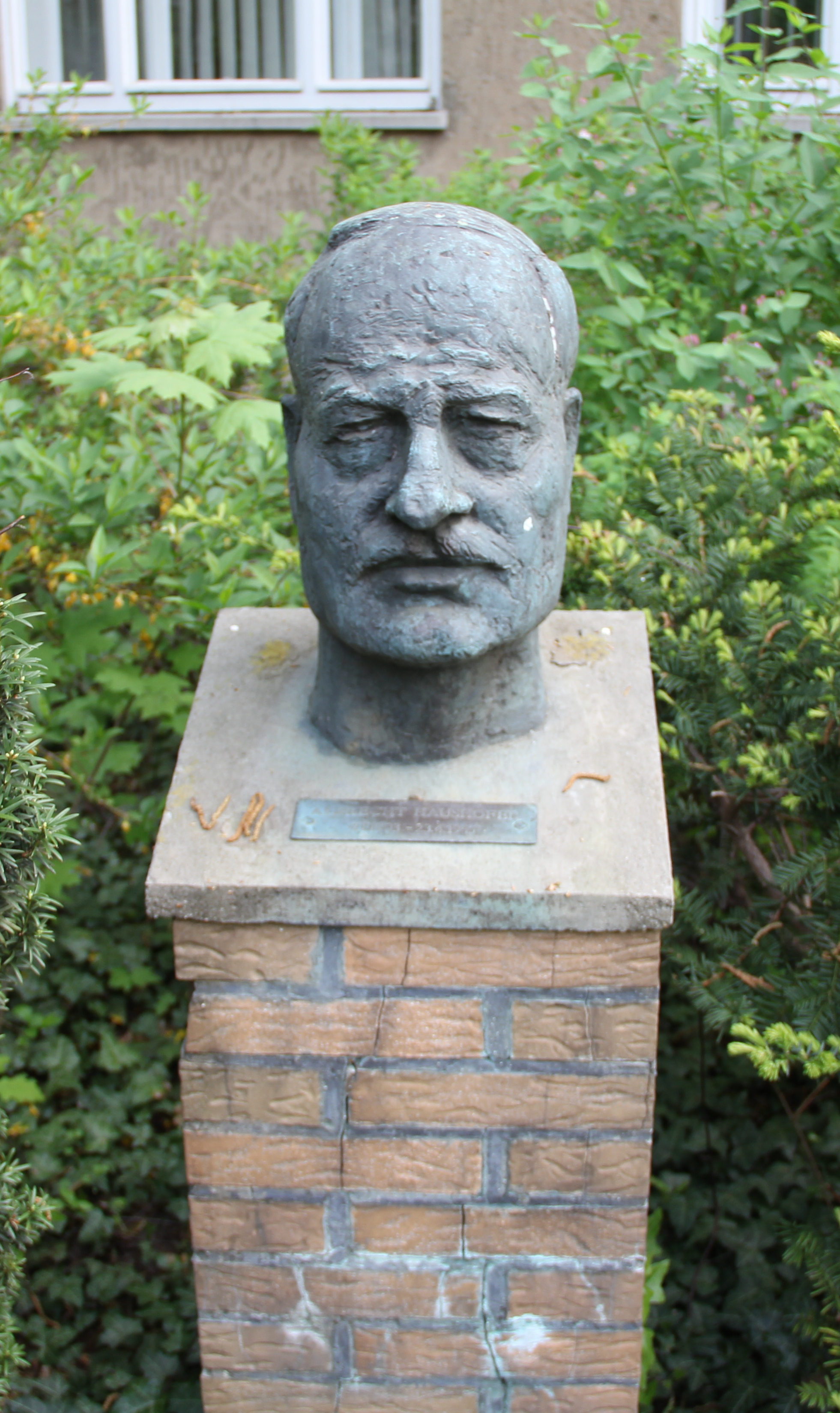
位於柏林海林森Kurzebracker Weg大街40號的紀念雕像

阿爾布雷希特·豪斯費爾（Albrecht Georg Haushofer）（1903年1月7日—1945年4月23日）是德國地理學傢、外交家、作家和德國納粹主義抵抗運動成員。

## 生平
阿爾布雷希特·豪斯費爾出生於慕尼黑，他的父親是第一次世界大戰退役將軍、並曾經在慕尼黑大學擔任政治地理專業導師的卡爾·豪斯霍弗爾（1869-1946年）母親是瑪莎·梅耶·多斯（1877年-1946年）。他有一個弟弟，名叫海因茨。阿爾布雷希特·豪斯費爾曾在慕尼黑大學學習歷史和地理。1924年，他發表了題爲《阿爾卑斯山上的露臺》（Paß-Staaten in den Alpen）的畢業論文，他的導師是埃里希·馮·德里加爾斯基，在這之後，他曾經作爲助手與阿尔布雷希特·彭克一起工作過 。
曾經作爲納粹政壇第二號人物的魯道夫·赫斯在慕尼黑大學學習期間是他父親的學生，1923年“啤酒舘政變”失敗之後，赫斯與希特勒被關押在蘭茨貝格監獄，卡爾·豪斯費爾經常去探監，因此阿爾布雷希特·豪斯費爾與赫斯本人的關係也很密切。1935年《紐倫堡法案》通過之後，由於阿爾布雷希特·豪斯費爾的母親具有一半的猶太人血統，而被歸爲“非純正雅利安人”，後來赫斯為阿爾布雷希特·豪斯費爾特意頒發了“德國血統證書”。
自1928年至1938年，他擔任了柏林地理學會的秘書長以及期刊編輯，並以官方身份走訪世界各國，從而積纍了外交經驗。
1933年他又開始在德國公共政策學院教授地緣政治學，1940年該學校并入柏林大學之後，他執教于外交學院（Deutsches Auslandswissenschaftliches Institut）。1934年至1938年，他還擔任了“里宾特洛甫辦公室”顧問。此外，直至1941年他還有時去德國外交部宣傳処工作。

### 參與反納粹組織
雖然阿爾布雷希特·豪斯費爾身爲納粹政府官員并與魯道夫·赫斯這樣的納粹要人交往密切，但是他在1930年代中期就開始接觸了反納粹組織。
二戰爆發之後，阿爾布雷希特·豪斯費爾加入到了曾在魏瑪共和國時代擔任財長的約翰内斯·波皮茨爲代表的屬於保守主義的納粹反對派。此外，他還接觸了彼得·約克·馮·瓦滕堡和赫爾穆特·詹姆斯·馮·毛奇的“克莱稍集团”的反納粹組織以及左翼的“紅色交響樂隊”。
在戰前，他與魯道夫·赫斯一道參加了與英國、法國的和談。1941年赫斯私自飛到英國，有人認爲這與他不無關係，這也意味著阿爾布雷希特·豪斯費爾從此失去了納粹高層的保護傘，爲此他曾一度被關進監獄達兩個月，並受到蓋世太保的監視。
隨著德國面臨著愈加嚴峻的局勢，阿爾布雷希特·豪斯費爾也贊同采用刺殺手段除掉希特勒。1944年7月，刺殺希特勒計劃失敗之後，作爲牽連者，阿爾布雷希特·豪斯費爾不得不躲藏起來，1944年12月7日，他在巴伐利亞的一個農莊被捕。並被關押在柏林莫阿比特監獄。
1945年4月23日凌晨在蘇聯軍隊已經攻入柏林的情況下，阿爾布雷希特·豪斯費爾其他的反納粹人士一道被黨衛隊集體處決。戰爭結束之後的5月12日，他弟弟海因茨發現了他的遺體。

## 《莫阿比特十四行詩》（節選）
在被關押在柏林莫阿比特監獄期間，他寫下了《莫阿比特十四行詩》，共八十首。這個遺作是阿爾布雷希特·豪斯費爾被處決之後，在他的口袋裏發現的。被關押期間，監獄方允許他使用紙和筆，於是他寫下了這部詩。在詩中，他描述了自己在獄中的日日夜夜。他的思緒從莫阿比特監獄飛向了監獄之外的世界，飛向了對他來説非常重要的人們，飛向了他所珍愛的文學和藝術。并為這些珍貴的藝術毀滅感到悲痛，也為導致了這場戰爭的人而感到憤怒 。以下是其中的一首，題爲《我有罪》。
|  | 《我有罪》 我對法庭判我的罪不以为然。 我不會把它當回事——“參與陰謀詭計”。 出於責任感如果我没有爲國家的未来出謀劃策，我就是一个罪犯。 —————— 我有罪。 但并非是你們所認定的， 我早就應該承認我的責任， 我應該更尖銳地譴責邪惡， 我卻始終未能痛下決心。 —————— 我在内心中譴責自己， 長期以來我背叛了自己的良知， 我欺騙了自己，也欺騙了他人。 —————— 我知道這場災難的整個過程... 我發出過警告----但没有説清楚！ 今天，我意識到了我的罪過 ..... |